# 56561 Jaimenomen
56561 Jaimenomen è un asteroide della fascia principale. Scoperto nel 2000, presenta un'orbita caratterizzata da un semiasse maggiore pari a 2,3344431 UA e da un'eccentricità di 0,1261416, inclinata di 7,36860° rispetto all'eclittica.